# 대성리역
대성리역(大成里驛, Daeseong-ri station)은 경기도 가평군 청평면 대성리에 있는 경춘선의 전철역이다.
경춘선 복선 전철화에 대비하여 역사를 신축하면서, 우선 2009년 1월 20일에 임시 역사로 이전하였고 2010년 9월 1일에 신축 역사에서 영업을 개시하였다. 구 역사는 1957년에 건설되어 2009년 2월 10일에 철거되었다. 복선 전철 개통 이전에는 모든열차가 정차하였으나, 개통 이후에는 전동차 가운데 일반 열차만 정차한다.

## 역사
- 1939년 7월 20일 : 보통역으로 영업 개시[4]
- 1954년 2월 10일 : 역사 준공
- 1977년 5월 16일 : 수·소화물 취급 중지[5]
- 2001년 2월 1일: 특정통일호 폐지 및 에드몬슨 승차권 발매 중지. 이에 따른 경춘선 통일호 전 열차 전산화 시행.(다만, 비상시에는 에드몬슨 승차권을 사용하였으나 평소에는 통일호 폐지 전까지 불용으로 취급함.)
- 2004년 4월 1일: 통일호 열차 폐지 및 무궁화호 승격
- 2004년 9월 1일 : 화물 취급 중지[6]
- 2009년 1월 20일 : 임시 역사로 역무 이전
- 2009년 2월 10일 : 구 역사 철거
- 2010년 9월 1일 : 현 역사 준공 및 역무 이전
- 2010년 12월 21일 : 경춘선 복선 전철화 사업 개통으로 성북 기점 36.2 km에서 망우 기점 30.7 km로 변경[7], 수도권 전철 경춘선의 전철역이 됨. 철도승차권 단말기 철거.

## 역 구조
2면 6선의 쌍섬식 승강장이 있는 지상역이다. 스크린도어가 설치되어 있다.

### 승강장
| ↑마석           |
| ４３ \| ２１ \| |
| 청평↓           |

| 1·2 | ● 수도권 전철 경춘선 | 청평 · 가평 · 강촌 · 남춘천 · 춘천 방면       |
| 3·4 | ● 수도권 전철 경춘선 | 평내호평 · 망우 · 상봉 · 청량리 · 광운대 방면 |

## 이용객 변동
2010년 자료는 개통일인 2010년 12월 21일부터 12월 31일까지인 11일치만이 반영된 것이다.
| 노선   | 노선 | 일평균 인원수 (명/일) | 일평균 인원수 (명/일) | 일평균 인원수 (명/일) | 일평균 인원수 (명/일) | 일평균 인원수 (명/일) | 일평균 인원수 (명/일) | 일평균 인원수 (명/일) | 일평균 인원수 (명/일) | 일평균 인원수 (명/일) | 일평균 인원수 (명/일) | 일평균 인원수 (명/일) | 일평균 인원수 (명/일) | 일평균 인원수 (명/일) | 일평균 인원수 (명/일) | 각주  |
| 노선   | 노선 | 2010년                | 2011년                | 2012년                | 2013년                | 2014년                | 2015년                | 2016년                | 2017년                | 2018년                | 2019년                | 2020년                | 2021년                | 2022년                | 2023년                | 각주  |
| ------ | ---- | --------------------- | --------------------- | --------------------- | --------------------- | --------------------- | --------------------- | --------------------- | --------------------- | --------------------- | --------------------- | --------------------- | --------------------- | --------------------- | --------------------- | ----- |
| 경춘선 | 승차 | 485                   | 701                   | 896                   | 1,099                 | 1,162                 | 1,145                 | 1,097                 | 1,034                 | 942                   | 925                   | 539                   | 509                   | 827                   | 898                   | [ 8 ] |
| 경춘선 | 하차 | 426                   | 686                   | 902                   | 1,103                 | 1,184                 | 1,155                 | 1,092                 | 1,022                 | 927                   | 909                   | 493                   | 459                   | 794                   | 884                   | [ 8 ] |

## 사진

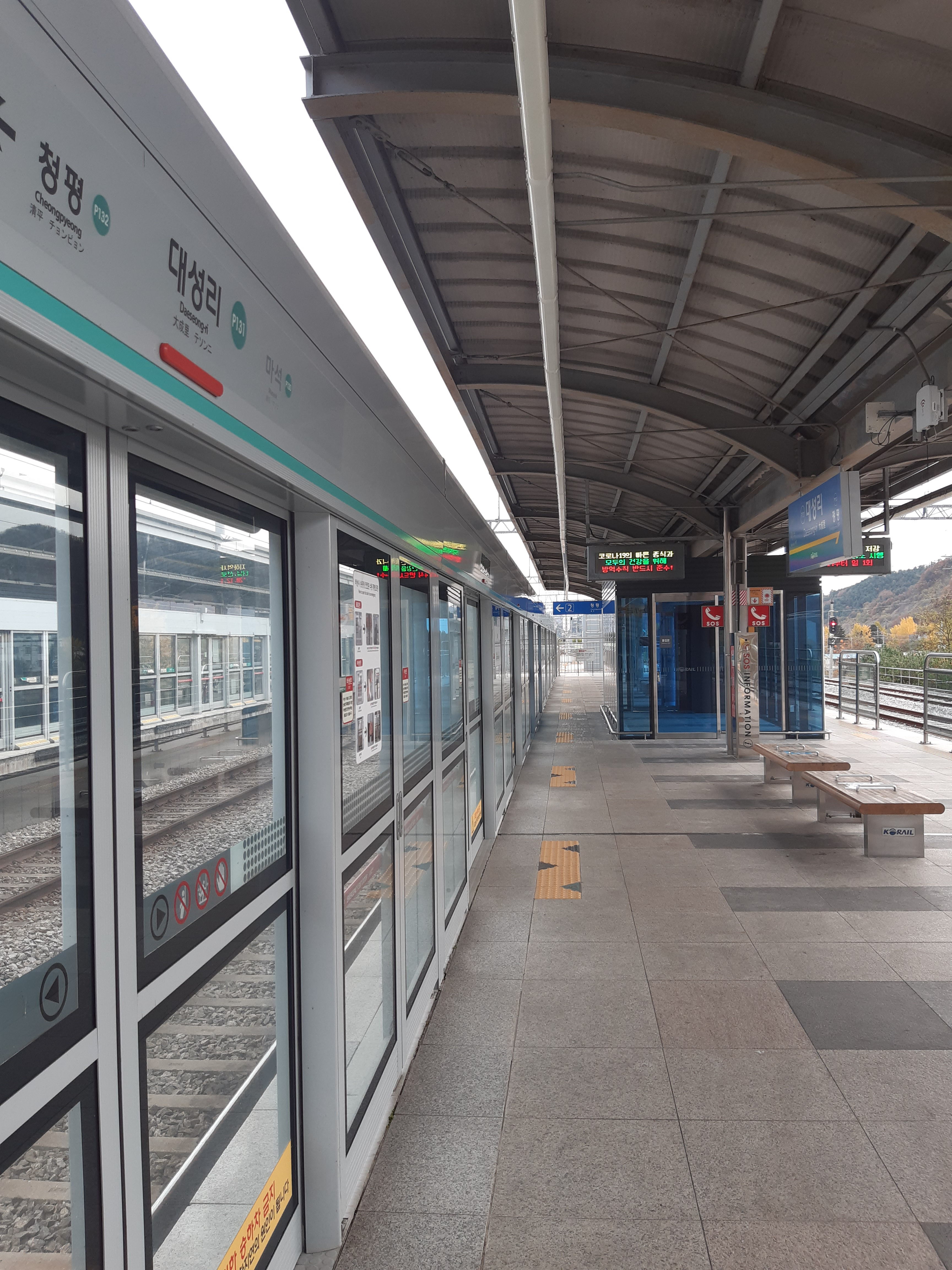
승강장
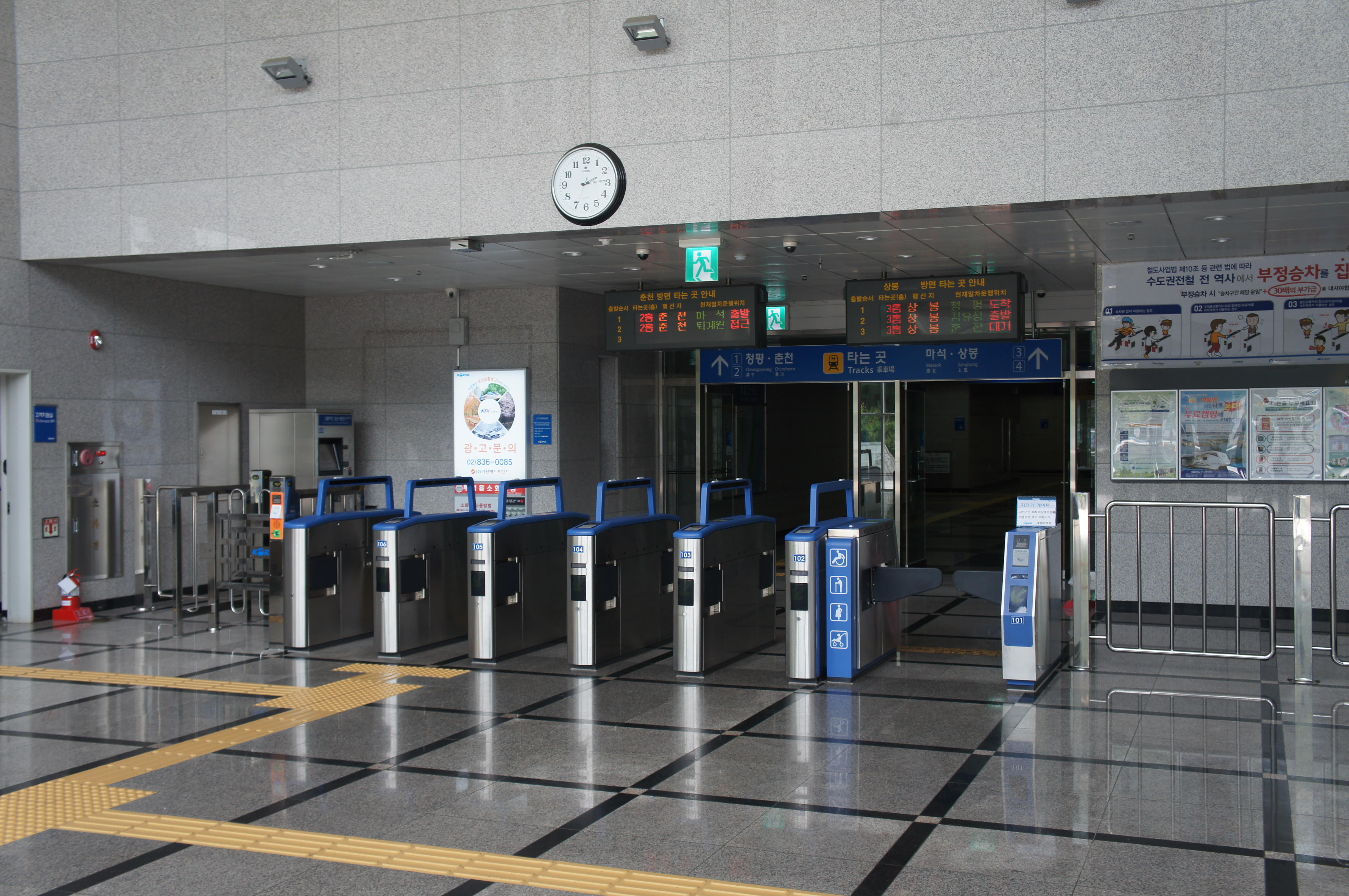
대합실
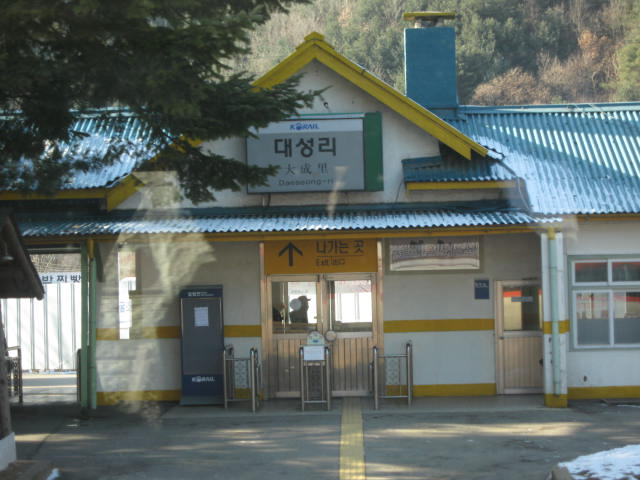
구 역사
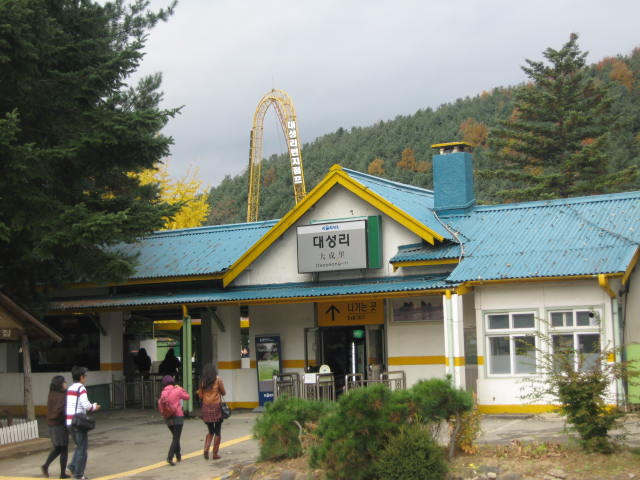
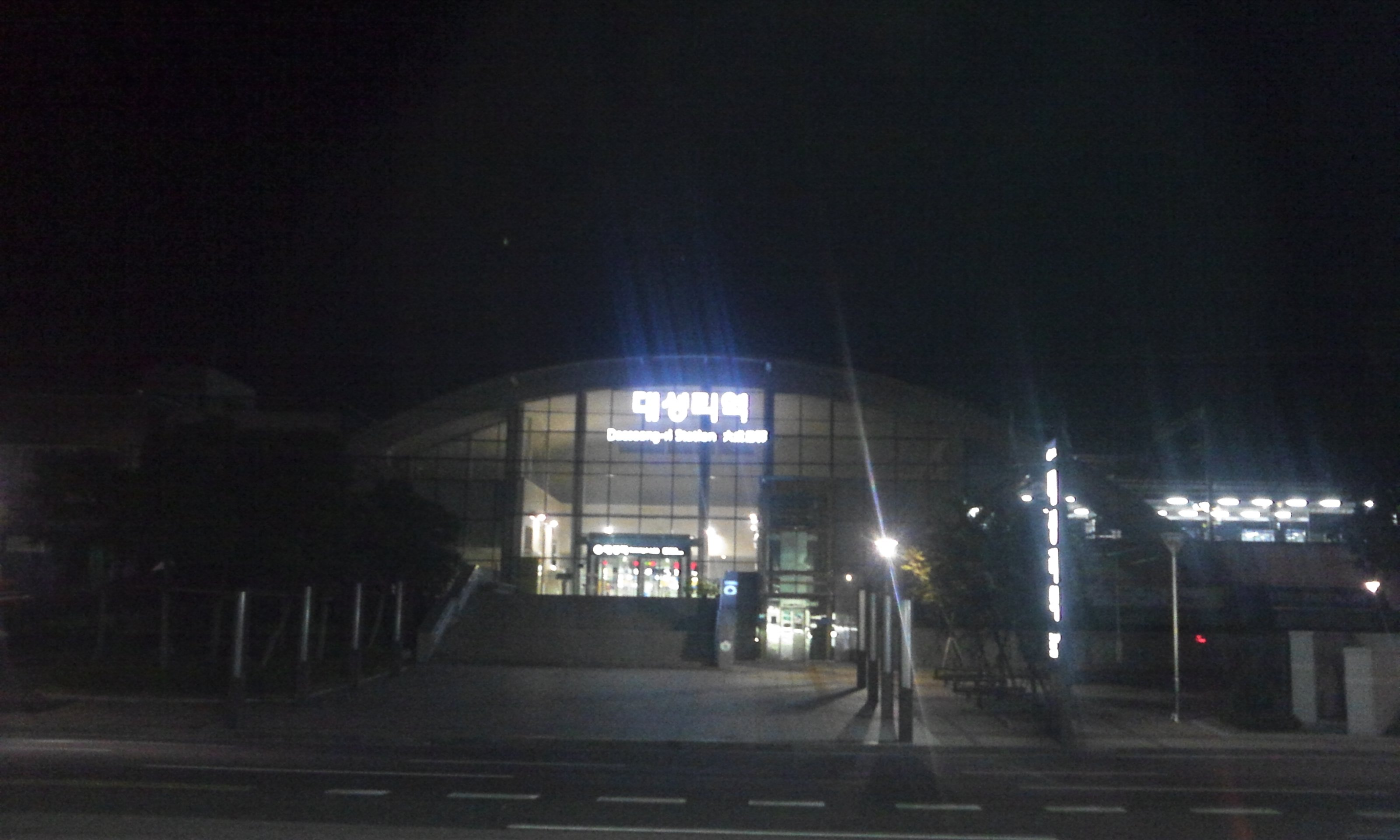
신 역사(야간)
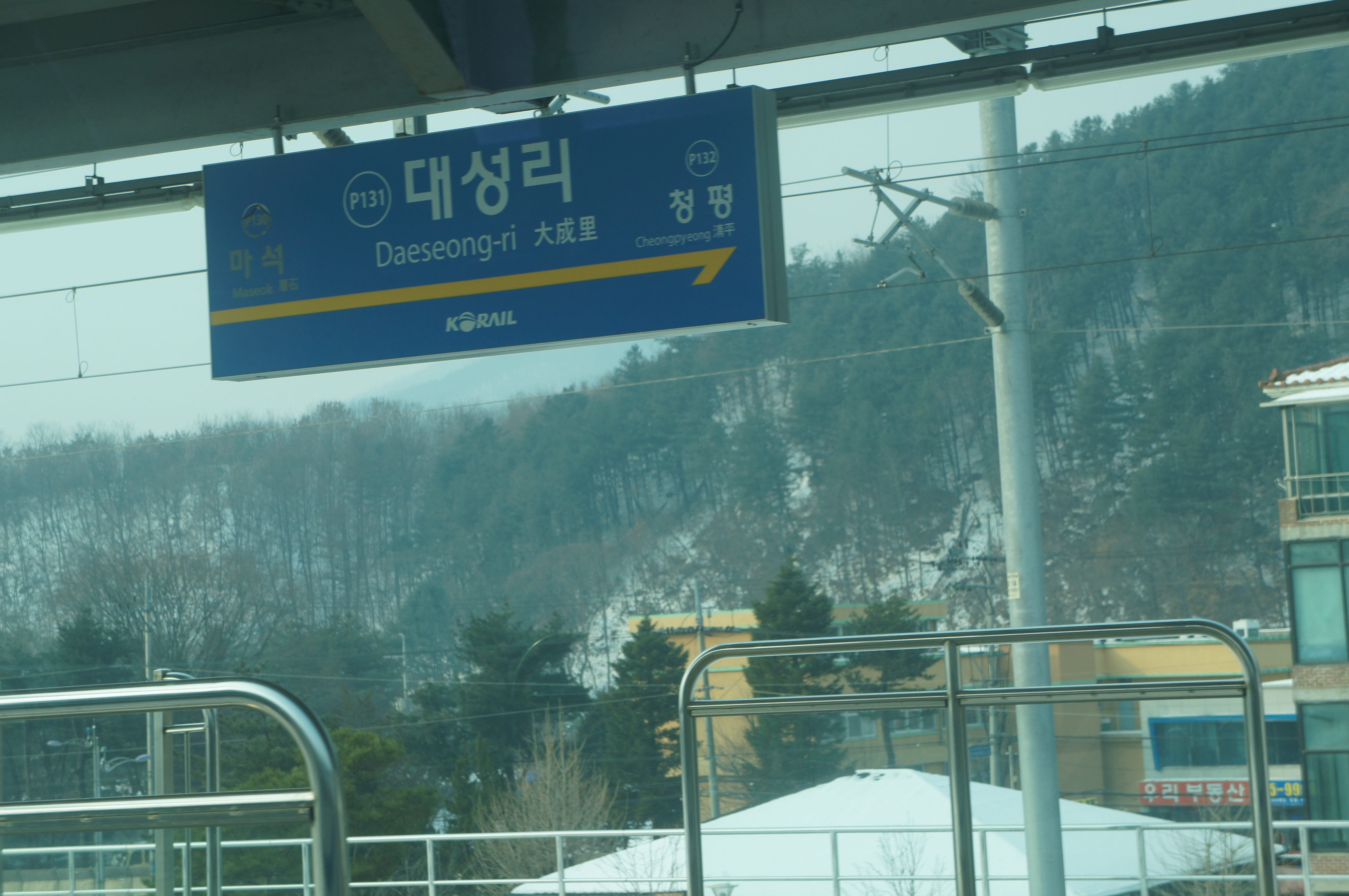
역명판(스크린도어 설치 전 촬영)

## 인접한 역
| 경춘선                                | 경춘선                    | 경춘선              |
| ------------------------------------- | ------------------------- | ------------------- |
| P130 마석 상봉 · 청량리 · 광운대 방면 | ● 수도권 전철 경춘선 완행 | P132 청평 춘천 방면 |